# Liste der denkmalgeschützten Objekte in Donnerskirchen
Die Liste der denkmalgeschützten Objekte in Donnerskirchen enthält die 22 denkmalgeschützten, unbeweglichen Objekte der burgenländischen Marktgemeinde Donnerskirchen.

## Denkmäler
| Foto |                 | Denkmal                                                                         | Standort                                               | Beschreibung | Metadaten |
| ---- | --------------- | ------------------------------------------------------------------------------- | ------------------------------------------------------ | --- | --- |
| ja   | Datei hochladen | Pestkapelle HERIS-ID: 29099 Objekt-ID: 25729                                    | gegenüber Badstraße 17 Standort KG: Donnerskirchen     | Von den Bewohnern um die Jahre 1693 bis 1700 als Dank, dass sie die fürchterliche Epidemie überlebt hatten, errichtet. | BDA-Hist.: Q37923875 Status: § 2a Stand der BDA-Liste: 2025-06-30 Name: Pestkapelle GstNr.: 776/3 |
| ja   | Datei hochladen | Gnadenstuhl HERIS-ID: 89846 Objekt-ID: 104507                                   | gegenüber Badstraße 22 Standort KG: Donnerskirchen     | Auch als Dreifaltigkeitssäule bezeichnet; datiert mit 1701. | BDA-Hist.: Q37743199 Status: Bescheid Stand der BDA-Liste: 2025-06-30 Name: Gnadenstuhl GstNr.: 761/2 |
| ja   | Datei hochladen | Höhensiedlung Kirchenberg HERIS-ID: 112151 Objekt-ID: 130212                    | Ehrenfeld Standort KG: Donnerskirchen                  | Anmerkung: Ein großflächiges Wiesengrundstück | BDA-Hist.: Q37828846 Status: Bescheid Stand der BDA-Liste: 2025-06-30 Name: Höhensiedlung Kirchenberg GstNr.: 4745, 4746/1, 4746/2, 4747/1, 4747/2, 4748/1, 4748/2, 4749/1, 4749/2, 4750/1, 4750/2, 4751/1, 4751/2, 4752/1, 4752/2, 4753/1, 4753/2, 4754/1, 4754/2, 4755/1, 4755/2, 4756/1, 4756/2, 4756/3, 4756/4, 4757/1, 4757/2, 4757/3, 4758/1, 4758/2, 4758/3, 4759/1, 4759/2, 4759/3, 4760/1, 4760/2, 4760/3, 4761/1, 4761/2, 4761/3, 4762/1, 4762/2, 4765/1, 4765/2, 4766/1, 4766/2, 4766/3, 4767/1, 4767/2, 4768/1, 4768/2, 4769/1, 4769/2, 4770, 4771, 4772, 4773, 4774, 4775, 4776, 4777, 4778, 4779 |
| ja   | Datei hochladen | Doppelstreckhof HERIS-ID: 29093 Objekt-ID: 25723                                | Hauptstraße 7 Standort KG: Donnerskirchen              | | BDA-Hist.: Q37923803 Status: Bescheid Stand der BDA-Liste: 2025-06-30 Name: Doppelstreckhof GstNr.: 463 |
| ja   | Datei hochladen | Bauernhof (Anlage) HERIS-ID: 29094 Objekt-ID: 25724                             | Hauptstraße 17 Standort KG: Donnerskirchen             | Ein Bauwerk mit Konsolenerker und datiert mit 1669 (1975 restauriert). | BDA-Hist.: Q37923817 Status: Bescheid Stand der BDA-Liste: 2025-06-30 Name: Bauernhof (Anlage) GstNr.: 452 |
| ja   | Datei hochladen | Gnadenstuhl HERIS-ID: 29103 Objekt-ID: 25733                                    | bei Hauptstraße 37 Standort KG: Donnerskirchen         | Der Gnadenstuhl-Bildstock, auch als Dreifaltigkeitssäule bezeichnet, wurde Ende des 17. Jahrhunderts errichtet. Auf einem breiten Sockel sind die Heiligen Sebastian und Franz Xaver dargestellt. Die runde Säule hat ein Volutenkapitell und Cherubsköpfchen und darauf der Gnadenstuhl. | BDA-Hist.: Q37923946 Status: § 2a Stand der BDA-Liste: 2025-06-30 Name: Gnadenstuhl GstNr.: 370/3 |
| ja   | Datei hochladen | Markt-/Wehrmauer HERIS-ID: 29091 Objekt-ID: 25721                               | hinter Hauptstraße 44 Standort KG: Donnerskirchen      | | BDA-Hist.: Q37923774 Status: Bescheid Stand der BDA-Liste: 2025-06-30 Name: Markt-/Wehrmauer GstNr.: 655/3 City wall of Donnerskirchen |
| ja   | Datei hochladen | Pranger HERIS-ID: 29101 Objekt-ID: 25731                                        | bei Hauptstraße 49 Standort KG: Donnerskirchen         | Der Pranger ist mit 1666 bezeichnet und wurde 1960 restauriert. | BDA-Hist.: Q37923917 Status: § 2a Stand der BDA-Liste: 2025-06-30 Name: Pranger GstNr.: 370/1 Pranger Donnerskirchen |
| ja   | Datei hochladen | Markt-/Wehrmauer HERIS-ID: 29092 Objekt-ID: 25722                               | hinter Hauptstraße 50 Standort KG: Donnerskirchen      | | BDA-Hist.: Q37923786 Status: Bescheid Stand der BDA-Liste: 2025-06-30 Name: Markt-/Wehrmauer GstNr.: 656/3 City wall of Donnerskirchen |
| ja   | Datei hochladen | Leisserhof / ehemaliges Esterházysches Schloss HERIS-ID: 29095 Objekt-ID: 25725 | Hauptstraße 57 Standort KG: Donnerskirchen             | Erhalten sind von dem 1611 erbauten Vierflügelbau noch zwei Flügel mit barocken Strebepfeilern. In der tonnengewölbten Einfahrt befindet sich eine Weinpresse, die mit 1730 datiert ist.                                                                                                  | BDA-Hist.: Q37923832 Status: Bescheid Stand der BDA-Liste: 2025-06-30 Name: Leisserhof/ehem. Esterházysches Schloß GstNr.: 408/1 Leisserhof |
| ja   | Datei hochladen | Bauernhof (Anlage) HERIS-ID: 29097 Objekt-ID: 25727                             | Hauptstraße 124 Standort KG: Donnerskirchen            | | BDA-Hist.: Q37923847 Status: Bescheid Stand der BDA-Liste: 2025-06-30 Name: Bauernhof (Anlage) GstNr.: 198 |
| ja   | Datei hochladen | Florianikapelle HERIS-ID: 29100 Objekt-ID: 25730                                | bei Hauptstraße 126 Standort KG: Donnerskirchen        | Ein Achteckbau aus dem Jahr 1810, im Jahr 1890 wurde die Giebelfassade mit Dachreiter angebaut. | BDA-Hist.: Q37923902 Status: § 2a Stand der BDA-Liste: 2025-06-30 Name: Florianikapelle GstNr.: 195/2 |
| ja   | Datei hochladen | Figurenbildstock hl. Johannes Nepomuk HERIS-ID: 29102 Objekt-ID: 25732          | bei Johannesstraße 49 Standort KG: Donnerskirchen      | Eine Nepomuk-Statue aus der Mitte des 18. Jahrhunderts in einer Hausnische. | BDA-Hist.: Q37923931 Status: § 2a Stand der BDA-Liste: 2025-06-30 Name: Figurenbildstock hl. Johannes Nepomuk GstNr.: 341/1 |
| ja   | Datei hochladen | Kath. Pfarrkirche hl. Martin HERIS-ID: 29088 Objekt-ID: 25718                   | Kirchberg 2 Standort KG: Donnerskirchen                | Ein barockes Bauwerk auf bewehrter Terrasse in erhöhter Lage, das 1676 geweiht wurde. Der Hochaltar stammt aus der Mitte des 18. Jahrhunderts. | BDA-Hist.: Q27302400 Status: § 2a Stand der BDA-Liste: 2025-06-30 Name: Kath. Pfarrkirche hl. Martin GstNr.: 4816 Pfarrkirche hl. Martin, Donnerskirchen |
| ja   | Datei hochladen | Pfarrhof HERIS-ID: 29090 Objekt-ID: 25720                                       | Kirchengasse 1 Standort KG: Donnerskirchen             | | BDA-Hist.: Q37923762 Status: § 2a Stand der BDA-Liste: 2025-06-30 Name: Pfarrhof GstNr.: 338 |
| ja   | Datei hochladen | Kath. Filialkirche, hl. Johannes Nepomuk HERIS-ID: 29089 Objekt-ID: 25719       | Kirchengasse 2 Standort KG: Donnerskirchen             | Eine in der Ortsmitte in den Jahren 1781 bis 1783 errichteter Rechteckbau mit einer eingezogenen Rundapsis und einem kleinen Dachreiter. Der Hochaltar stammt aus dem Augustinerkloster Bruck an der Leitha und wurde adaptiert.                                                          | BDA-Hist.: Q37923734 Status: § 2a Stand der BDA-Liste: 2025-06-30 Name: Kath. Filialkirche, hl. Johannes Nepomuk GstNr.: 342 Filialkirche hl. Johannes Nepomuk, Donnerskichen |
| ja   | Datei hochladen | Mariensäule HERIS-ID: 87046 Objekt-ID: 101424                                   | Kirschblütenweg Standort KG: Donnerskirchen            | Eine Muttergottes-mit-Kind-Statue auf einer quadratischen Säule aus dem Jahr 1710. | BDA-Hist.: Q37718308 Status: Bescheid Stand der BDA-Liste: 2025-06-30 Name: Mariensäule GstNr.: 4544 Mariensäule Weingartenweg, Donnerskirchen |
| ja   | Datei hochladen | Hügelgräberfeld Schönleitenberg HERIS-ID: 32832 Objekt-ID: 30002                | Lehmgrubenried Standort KG: Donnerskirchen             | Anmerkung: Ein großflächiges Wiesengrundstück | BDA-Hist.: Q37949314 Status: Bescheid Stand der BDA-Liste: 2025-06-30 Name: Hügelgräberfeld Schönleitenberg GstNr.: 740/1 |
| ja   | Datei hochladen | Dreifaltigkeitssäule HERIS-ID: 57029 Objekt-ID: 66724                           | bei Neusiedler Straße 14 Standort KG: Donnerskirchen   | Ein quadratischer Steinpfeiler mit Gnadenstuhl; datiert mit 1786. | BDA-Hist.: Q38074578 Status: Bescheid Stand der BDA-Liste: 2025-06-30 Name: Dreifaltigkeitssäule GstNr.: 4082/1 |
| ja   | Datei hochladen | Friedhof mit Friedhofskapelle HERIS-ID: 29098 Objekt-ID: 25728                  | gegenüber Wiener Straße 20 Standort KG: Donnerskirchen | Die neogotische Grabkapelle stammt aus dem Ende des 19. Jahrhunderts. | BDA-Hist.: Q37923862 Status: § 2a Stand der BDA-Liste: 2025-06-30 Name: Friedhof mit Friedhofskapelle GstNr.: 670/1 |
| ja   | Datei hochladen | Gräberfeld Zeiseläcker HERIS-ID: 60221 Objekt-ID: 72360                         | Zeiseläcker Standort KG: Donnerskirchen                | Anmerkung: Ein großflächiges Wiesengrundstück | BDA-Hist.: Q38091007 Status: Bescheid Stand der BDA-Liste: 2025-06-30 Name: Gräberfeld Zeiseläcker GstNr.: 1705/2, 1706/2, 1707/2, 1708/2, 1710/2, 1709 |
| ja   | Datei hochladen | Maria-Lourdeskapelle HERIS-ID: 29104 Objekt-ID: 25734                           | Standort KG: Donnerskirchen                            | Ein einfacher Giebelbau aus dem Jahr 1896. | BDA-Hist.: Q37923961 Status: Bescheid Stand der BDA-Liste: 2025-06-30 Name: Maria-Lourdeskapelle GstNr.: 1356 |